# Ejby, Køge
Ejby är en ort på ön Själland i Danmark.   Den ligger i Køge kommun och Region Själland, i den östra delen av landet, 40 km sydväst om Köpenhamn. Ejby ligger 30 meter över havet och antalet invånare är 3 142. Närmaste större samhälle är Køge, 7 km öster om Ejby. Trakten runt Ejby består till största delen av jordbruksmark.